# Nel'son Davidjan
Nel'son Amajakovič Davidjan (in russo Нельсон Амаякович Давидян?, in armeno Նելսոն Դավթյան?; Çartar, 6 aprile 1950 – Kiev, 11 settembre 2016) è stato un lottatore sovietico, dal 1991 armeno, specializzato nella lotta greco-romana.

## Palmarès

### Olimpiadi
- 1 medaglia:
  - 1 argento (Montréal 1976 nei 62 kg)

### Mondiali
- 2 medaglie:
  - 2 ori (Katowice 1974 nei 68 kg; Minsk 1975 nei 62 kg)

### Europei
- 3 medaglie:
  - 2 ori (Helsinki 1973 nei 62 kg; Prievidza 1980 nei 62 kg)
  - 1 argento (Bursa 1977 nei 62 kg)